# Verzahnung mit dem Feind
Die Verzahnung mit dem Feind beschreibt den Grad der Überlappung der Angriffs- bzw. Verteidigungslinien eigener und gegnerischer Kräfte im Gefecht. Seine Beurteilung ist abhängig von Geländeart und Betrachtungsebene.
Ein hoher Verzahnungsgrad ist meist mit einer erhöhten Intensität der Kampfhandlung und schnelleren Abnutzung der Kampfkraft verbunden. Das in der Regel aus Ausnahme erachtete, beabsichtigte Erwirken engerer Verzahnung kann dazu dienen, ein unklares Lagebild zu erzeugen und die Unterbrechung gegnerischen Fernfeuers zu erzwingen, da das Risiko des Eigenbeschusses bei steigender Verzahnung zunimmt.